# Джобс: Империя соблазна
«Джобс: Импе́рия собла́зна» (англ. Jobs, стилизовано как jOBS) —  американский биографический драматический фильм 2013 года режиссёра Джошуа Майкла Штерна о жизни американского предпринимателя, менеджера, дизайнера и инвестора Стива Джобса c 1974 по 2001 год, то есть период, когда он был студентом Рид-колледжа и представил первый iPod в 2001 году. Премьера картины состоялась на закрытии кинофестиваля «Сандэнс» 27 января 2013 года. В России фильм вышел в прокат 19 сентября 2013 года.

## Сюжет
Фильм сосредоточится на аспекте превращения Стива Джобса из своенравного хиппи в соучредителя компании Apple.
Фильм начинается с того, что в 2001 году немолодой Стив Джобс (Эштон Кутчер) презентует первый iPod в Apple Town Hall.
Затем фильм повествует о периоде студенчества Стива Джобса в Рид-колледж (1974 год). Стив отчислился из колледжа из-за высоких расходов на обучение, но по-прежнему мог посещать занятия с разрешения декана Джека Дадмана (Джеймс Вудс), который взял его на карандаш. Джобса особенно интересует курс по каллиграфии. Он встречается со своим другом Дэниелом Коттке (Лукас Хаас). В это время Джобс имел на руках копию книги «Быть здесь и сейчас» писателя Рама Дасса. Под влиянием этой книги и их опытов с ЛСД, Джобс и Коттке проводят время в Индии.
Два года спустя, Джобс возвращается в Лос-Альтос, Калифорния, возвращается домой к своим приёмным родителям Полу (Джон Гетц) и Кларе (Лесли Энн Уоррен). Он работает на Atari и развивает партнёрство со своим другом Стивом Возняком (Джош Гэд) после того, как он видит, что Возняк построил персональный компьютер (Apple I). Они создают свою компанию и называют её Apple Computer, несмотря на существование звукозаписывающего лейбла Apple Records, основанного группой The Beatles (Возняк затем дразнит Джобса, фаната творчества группы, а сам Возняк обожает творчество Боба Дилана). Возняк демонстрирует Apple I в Клубе самодельных компьютеров. К Джобсу позже подходит Пол Террелл (Брэд Уильям Хенке), который проявляет интерес к компании Apple. Зная, что им будет нужно помещение, в котором они могли бы разместить свои рабочие места, Джобс убеждает своего отца Пола, чтобы тот позволил им использовать семейный гараж (как помещение со столярными инструментами) для своей новой компании. Поняв, что они не могут построить эти компьютеры в одиночестве, Джобс привлекает в свою компанию Коттке, Билла Фернандеса (Виктор Расук) и Криса Эспинозу (Эдди Хассел).
Террелл, однако, разочарован в Apple I. Такая реакция вдохновляет Джобса на создание второй модели. Он нанимает Рода Холта (Рон Элдард), чтобы изменить концепцию системы питания в компьютере. Кроме того, после многих неудачных попыток, Джобс, наконец, завоевывает интерес венчурного капиталиста, Майка Марккулы (Дермот Малруни), который также присоединяется к Apple. Они выпускают Apple II в 1977 и презентуют его на West Coast Computer Faire, на котором их ждёт успех.
Успех отдаляет Джобса от друзей и школьной подруги Крисанн Бреннан (Ана О’Райли). Когда Бреннан говорит ему о своей беременности их ребёнком, он быстро разрывает с ней отношения. Бреннан в конце концов рожает Лизу Бреннан Джобс, которую Джобс не считает своей дочерью. Он также приглашает в компанию Джона Скалли (Мэттью Модайн) на должность CEO компании. Так как его поведение становится все более непредсказуемым, Джобса отстраняют от работ над Apple Lisa и Macintosh, над которыми он работал вместе с Биллом Аткинсоном, Барреллом Смитом (Ленни Джейкобсон), Крисом Эспиносой, и Энди Херцфельдом (Элден Хенсон). Он также вынуждает лидера команды работ над созданием Макинтоша, Джефа Раскина, уйти. В 1985 году Джобс вынужден уйти из компании.
Действие фильма переносится в 1996 год. Джобс женится на Лорен Пауэлл Джобс (Эбби Браммелл) и признал Лизу (Анника Берти) своей дочерью (она живёт с ними). У него есть сын, Рид (Пол Баретто). Джобс стоит во главе компании NeXT, которую Apple решает купить. Генеральный директор Джил Амелио просит Стива вернуться в Apple в качестве консультанта. Джобс соглашается и в скором времени снова становится генеральным директором, в конечном счёте увольняет Амелио и своего бывшего друга Марккулу (который отказался поддержать Джобса, когда он был вынужден уйти из Apple 11 лет назад). Джобс заинтересован в услугах Джонатана Айва (Джайлз Матти) и берёт его в компанию. Фильм заканчивается сценой записи диалога для коммерческой рекламы Think Different 1997 года. Перед началом титров показываются оригинальные фотографии всех главных персонажей в паре с актёрами, которые их играют, плюс посвящение Стиву Джобсу.

## В ролях
| Актёр            | Роль             |
| ---------------- | ---------------- |
| Эштон Кутчер     | Стив Джобс       |
| Джош Гэд         | Стивен Возняк    |
| Дермот Малруни   | Майк Марккула    |
| Мэттью Модайн    | Джон Скалли      |
| Джей Кей Симмонс | Артур Рок        |
| Лукас Хаас       | Дэниел Коттке    |
| Виктор Расук     | Билл Фернандес   |
| Эдди Хэсселл     | Крис Эспиноса    |
| Рон Элдард       | Род Холт         |
| Дэвид Денман     | Ал Алкорн        |
| Ана О’Райли      | Крис-Энн Бреннан |
| Джон Гетц        | Пол Джобс        |
| Лесли Энн Уоррен | Клара Джобс      |
| Джайлс Мэтти     | Джонатан Айв     |
| Кевин Данн       | Гил Амелио       |
| Нельсон Франклин | Билл Аткинсон    |

## Производство

### Создание

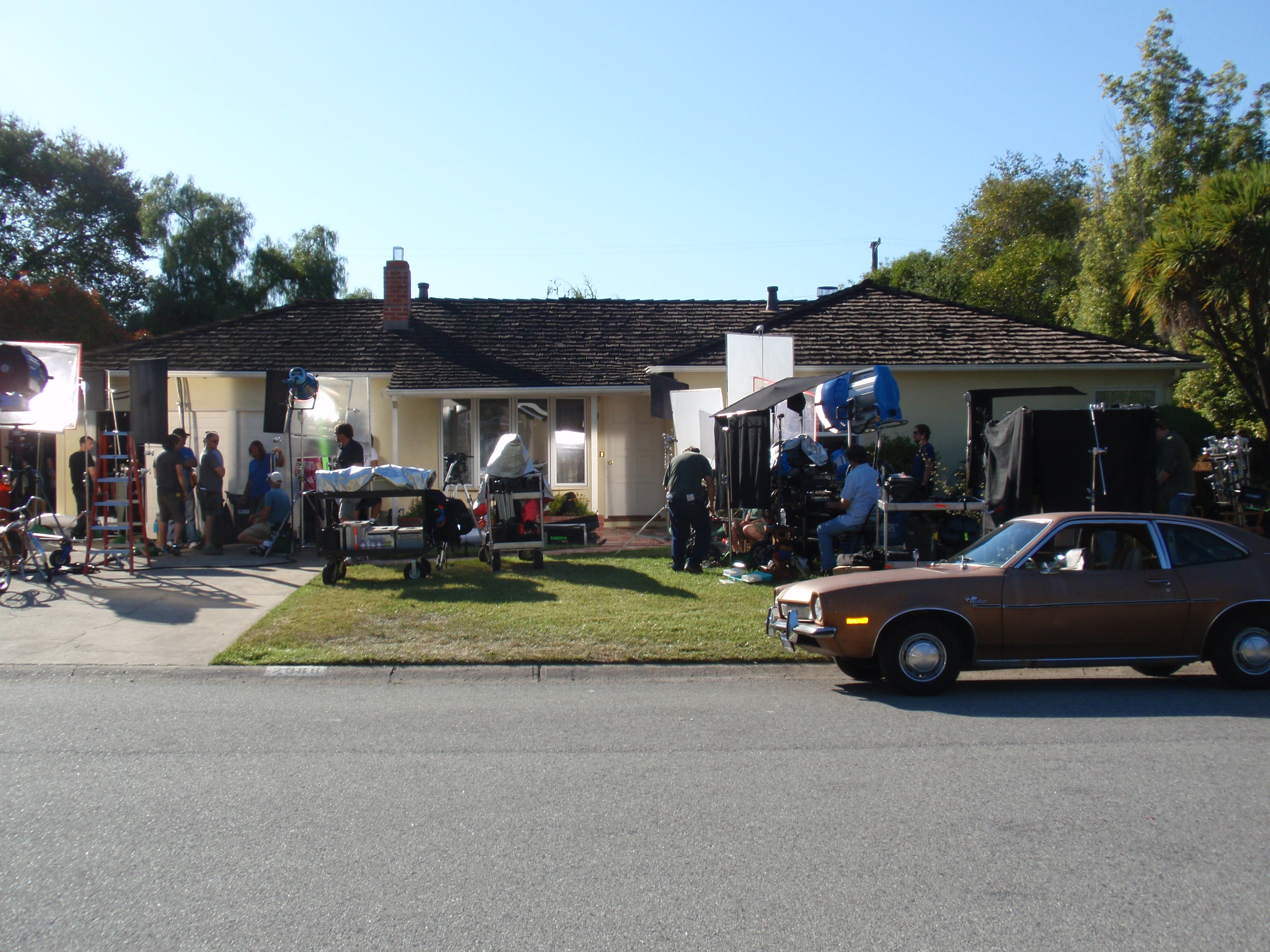
Съемочная группа «Джобс: Империя соблазна» в доме детства Стива Джобса в Лос-Альтос, Калифорния

Сценарист Мэтт Уайтли начал работу над сценарием примерно в то время, когда Стив Джобс ушёл из Apple, чтобы бороться с раком поджелудочной железы. Директор Джошуа Майкл Стерн заявил в интервью, что все материалы для сценария были собраны посредством исследований и интервью:
У Марка Хюльма, нашего продюсера, была экспертная группа исследователей, которая нашла все публичные записи и интервью, которые имели какое-либо отношение к Стиву Джобсу. Марк, сценарист и исследовательская группа также взяли на себя собеседование с довольно большим количеством людей, которые либо работали в Apple, либо работали со Стивом, чтобы убедиться, что мы изображаем точный портрет и рассказываем о возможных событиях в рамках ограничений хронометража фильма.

### Производство
Производство началось в июне 2012 года в доме детства Джобса в Лос-Альтосе, Калифорния, при помощи мачехи Джобса, Мэрилин Джобс (которая до сих пор живёт там). За съемками также наблюдала его сестра Патриция. Большая часть фильма была снята в районе Лос-Анджелеса. Оператором был Рассел Карпентер.
В августе 2012 года съемки переместились в Дели и Вриндаван, чтобы создать декорации для похода Джобса в Индию в 1974 году. Места съемок включают "делийскую Джама Масджид, комплекс Хауз Кхас, гробницу Сафдарджунг и гробницу Хумаюна" Асим Баджадж (Королева бандитов, Чамели и Кхойя Кхойя Чанд) был оператором сцен, снятых в Индии, хотя кинооператор Рассел Карпентер также ездил в Индию. Баджадж отмечает, что они "снимали в партизанском стиле в сумасшедших и безумных переулках Чандни Чоук в Старом Дели. Мы снимали возле Красного форта и знаменитой Джама Масджид в течение двух полных дней с несколькими камерами, расставленными повсюду". Эштон застыл, когда хаос смотрел прямо ему в лицо, что помогло нам передать то, что, должно быть, чувствовал Стив Джобс во время своего визита в Индию".

## Релиз
Издание Business Insider назвало премьеру фильма кассовой бомбой, заработав $6,7 млн в первые выходные и заняв седьмое место в общем рейтинге.
Мировые сборы фильма составили 42,1 миллиона долларов при бюджете в 12 миллионов долларов, что делает фильм скромным кассовым успехом.

## Прием
«Джобс: Империя соблазна» получил смешанный приём от критиков и зрителей. На сайте Rotten Tomatoes фильм имеет рейтинг 28%, основанный на 133 рецензиях, со средневзвешенной оценкой 4,95/10. Консенсус критиков сайта гласит: "Амбициозный, но неглубокий портрет влиятельной, сложной фигуры, "Джобс" часто напоминает слишком сентиментальный байопик, снятый для телевидения". Агрегатор рецензий Metacritic поставил фильму 44 балла из 100 на основе 35 критиков, что означает "смешанные или средние отзывы". Зрители, опрошенные CinemaScore, поставили фильму среднюю оценку "B-".
E! Online сказал: "Критики поставили фильм на вид за то, что он далеко не соответствует своим амбициям, омрачен поверхностным и неудовлетворительным портретом иконы, которая заслуживала большего." Forbes сообщил, что критики сошлись на "смешанных и положительных оценках игры Катчера" и "больших пальцах вниз для фильма Джошуа Майкла Стерна."
Роберт X. Крингли, автор книги "Accidental Empires" и создатель документальных фильмов "Триумф ботаников" и "Стив Джобс: Затерянное интервью", утверждает, что "фильм снят великолепно, а Катчер изображает Джобса, хотя и не в точности, но довольно хорошо. У него, безусловно, есть взгляд и походка". Но Эштон Катчер также выступил продюсером этого фильма, а он определенно лучший актер, чем продюсер. В фильме много исторических неточностей, которые просто не должны быть там. ... Большой провал этого фильма - тот же, что и у книги Уолтера Айзексона: что-то произошло в годы работы Стива в NeXT (которые занимают менее 60 секунд 122-минутного фильма), что превратило Джобса из сопляка в лидера, но они не потрудились рассказать об этом. "Мик ЛаСалль из San Francisco Chronicle утверждает, что "в лучшем случае это хорошая картина, а в худшем - почти хорошая." Питер Трэверс из Rolling Stone считает, что "Катчер прибивает гениальность и самовлюбленность. Это тихое ослепительное выступление", но также отмечает, что "Джобс - это шоу одного человека, в котором нужно было выложиться на полную катушку, но он этого не сделал. Я думаю, что Джобс дал бы ему взбучку" Автор сайта rogerebert.com Сьюзан Влощина поставила фильму 2/4 звезды, сказав: "Вместо того, чтобы попытаться глубже погрузиться в причины и следствия евангельской модели элитного бизнеса, согласно Apple Inc. гуру Стива Джобса и - что более важно - что это говорит о нашей культуре, создатели фильма следуют легкому плану "взлет-падение-взлет-вновь", знакомому каждому, кто видел эпизод программы "За музыкой" на канале VH1." Далее она рассуждает о том, что игра Катчера и фильм в целом не смогли изобразить Джобса в том культовом виде, который предлагает современная поп-культура даже после смерти Джобса. В рецензии на фильм для The New York Times писательница Манола Даргис пишет, что фильм "Джобс: Империя соблазна" был "неизбежно неудовлетворительным" и стал результатом плохой работы создателей фильма, а не самих актёров.

## Саундтрек
В фильме прозвучал ряд произведений классического рока, классической музыки и современных произведений. Коммерческий саундтрек к фильму сосредоточен на оригинальной партитуре Джона Дебни и включает некоторые, но не все произведения классики и классического рока.
| Номер | Название                                                            | Исполнители                                                               | Длительность |
| ----- | ------------------------------------------------------------------- | ------------------------------------------------------------------------- | ------------ |
| 1.    | "Peace Train" (1971)                                                | Cat Stevens                                                               |              |
| 2.    | "Allegro from: Brandenburg Concerto No. 3, BWV 1048" (18th century) | Johann Sebastian Bach                                                     |              |
| 3.    | "The House of the Rising Sun" (1966)                                | The Brymers                                                               |              |
| 4.    | "Silver Ghost" (1970)                                               | Parish Hall                                                               |              |
| 5.    | "Fantasie Impromptu in C-sharp minor, Op. posth. 66" (1834)         | Frédéric Chopin                                                           |              |
| 6.    | "Boots of Spanish Leather" (1964)                                   | Bob Dylan                                                                 |              |
| 7.    | "Scarborough Fair"                                                  | Dylan McDonald & Cassidy Cooper / Produced by Mason Cooper & Jerry Deaton |              |
| 8.    | "There Were Times" (2013)                                           | Freddy Monday                                                             |              |
| 9.    | "Sacrifice" (1960s)                                                 | The Brymers                                                               |              |
| 10.   | "Life's Been Good" (1978)                                           | Joe Walsh                                                                 |              |
| 11.   | "Roll with the Changes" (1978)                                      | REO Speedwagon                                                            |              |
| 12.   | "Shine on Me"                                                       | Matthew Cheadle                                                           |              |
| 13.   | "Walk on the Ocean" (1992)                                          | Toad the Wet Sprocket                                                     |              |
| 14.   | "You Can Do (Whatever)" (2013)                                      | Yusuf Islam                                                               |              |